# Левокумка
Левоку́мка — село в составе Минераловодского городского округа Ставропольского края России.

## География
Расположено на левом берегу реки Кумы. Расстояние до краевого центра: 129 км. Расстояние до районного центра: 300 м.

## История
* 1919 — сход граждан решил назвать село — Левокумка.
- 1922 — решение назвать село — Левокумка было узаконено.
- 1927 — сентябрь 1928 — строительство школы № 13 (нынешняя школа № 8).
- 1931—1932 — появился колхоз «Первая борозда»[источник не указан 3018 дней].

На 1 января 1983 года являлось административным центром Левокумского сельсовета, подчинённого Минераловодскому горсовету. В состав сельсовета входили село Левокумка и хутор Садовый:30.
До 2015 года село было административным центром упразднённого Левокумского сельсовета.

## Население
| 1925 | 1989  | 2002  | 2010  | 2014  | 2021  |
| ---- | ----- | ----- | ----- | ----- | ----- |
| 921  | ↗5367 | ↗5551 | ↗6715 | ↗7000 | ↘6507 |

По данным переписи 2002 года в национальной структуре населения Левокумки преобладают русские (81 %).

## Инфраструктура
- Социально-культурное объединение.
- Библиотека филиал № 7 ЦБС МУК.

## Образование
- Детский сад № 18 «Родничок».
- Средняя общеобразовательная школа № 8. Строительство школы началось в 1927 году и закончилось в сентябре 1928 года. Школа строилась по проекту Семена Андреевича Серенького. Во время оккупации фашисты превратили школу в сарай, лагерь для военнопленных. После фашистской оккупации школа вновь открылась благодаря Румянцевой, которая организовала работу в учебном заведении[источник не указан 3018 дней].

## Религия
- Храм Всех Святых в земле Российской просиявших. Начало строительства — 2000 год. Освящение храма в июле 2012 года[10].

## Люди, связанные с селом
- Дубиков Андрей Елиферович (1898—1963) — участник Великой Отечественной войны, Герой Советского Союза. Жил и похоронен в селе.
- Писков Иван Фёдорович (1926) — участник Великой Отечественной войны 1941—1945 гг., кавалер ордена Отечественной войны I степени и ордена Жукова[11].
- Попов Георгий Дмитриевич (1926) — участник Великой Отечественной войны, кавалер орденов Отечественной войны I и II степени, ордена Славы III степени. Проживает в Левокумке[11].
- Фёдоров Иван Васильевич (1926) — участник Великой Отечественной войны 1941—1945 гг., кавалер ордена Красного Знамени[11].